# Prima lettera ai Tessalonicesi
La Prima lettera ai Tessalonicesi è uno dei testi del Nuovo Testamento. È stata scritta da Paolo di Tarso verso il 53.
La lettera è il più antico scritto del Nuovo Testamento a noi pervenuto.

## Composizione

### Autore

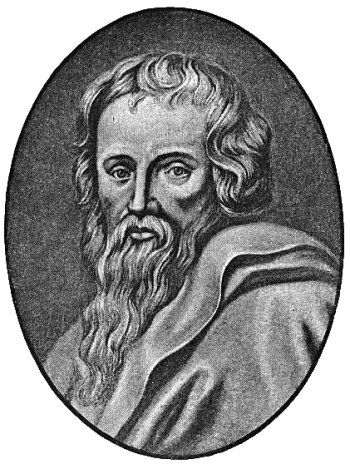
Un ritratto di Paolo di Tarso.

La lettera è scritta da Paolo di Tarso. La sua autenticità non è messa in dubbio da nessuno dei padri apostolici della Chiesa. Lo scritto si trova incluso già nelle prime raccolte di scritti cristiani (Canone marcionita del 140 e Canone muratoriano del 170). Risulta inoltre citato o usato in vario modo negli scritti di Ignazio di Antiochia, di Policarpo di Smirne, di Ireneo di Lione in Adversus Haereses, di Giustino, come pure in Clemente Alessandrino, Tertulliano, Origene, Eusebio di Cesarea, Agostino di Ippona, in Dionigi Alessandrino, oltre ad essere usata nella Didaché.
L'attribuzione paolina è oggi considerata sicuramente autentica. Nell'Ottocento un dibattito sull'autore era stato aperto da Ferdinand Christian Baur.
La lettera consente di delineare la personalità dell'autore, evidenziando una evoluzione nella quale Paolo passa dal confidare sulle proprie risorse al fidarsi sempre più di Dio. Da questo punto di vista, è possibile distinguere due profili psicologici: l'uomo Paolo e il Paolo trasformato dalla fede.

### Data e luogo di composizione
Il soggiorno a Corinto permette di datare la lettera con precisione: infatti qui Paolo venne arrestato e condotto davanti a Gallione il proconsole dell'Acaia, cugino di Seneca (Atti, 18,12). Il ritrovamento di un'iscrizione romana a Delfi riguardante un decreto dell'imperatore Claudio diretto a Gallione, e che riporta la data relativa, permette di situare il soggiorno di 18 mesi di Paolo nella città (secondo quanto affermato in Atti, 18,12-18) tra la metà del 50 e il 52.
Gli studiosi propongono quindi una datazione intorno all'anno 53: in particolare, la Prima lettera ai Tessalonicesi è del 53, se scritta ad Atene, del 51 se scritta a Corinto.

### Lingua e stile
La lettera è scritta in greco. Il testo è redatto nella forma della lettera privata, ma viene espanso fino a farlo diventare una lettera ad una comunità: l'intento è infatti quello di comunicare alla comunità riunita («Vi scongiuro, per il Signore, che si legga questa lettera a tutti i fratelli», 5,27).
Nella lettera appare, per esprimere il concetto di "amore fraterno", il termine filadelfìa, qui utilizzato per la prima volta nel significato che diverrà poi usuale.

### Destinatari

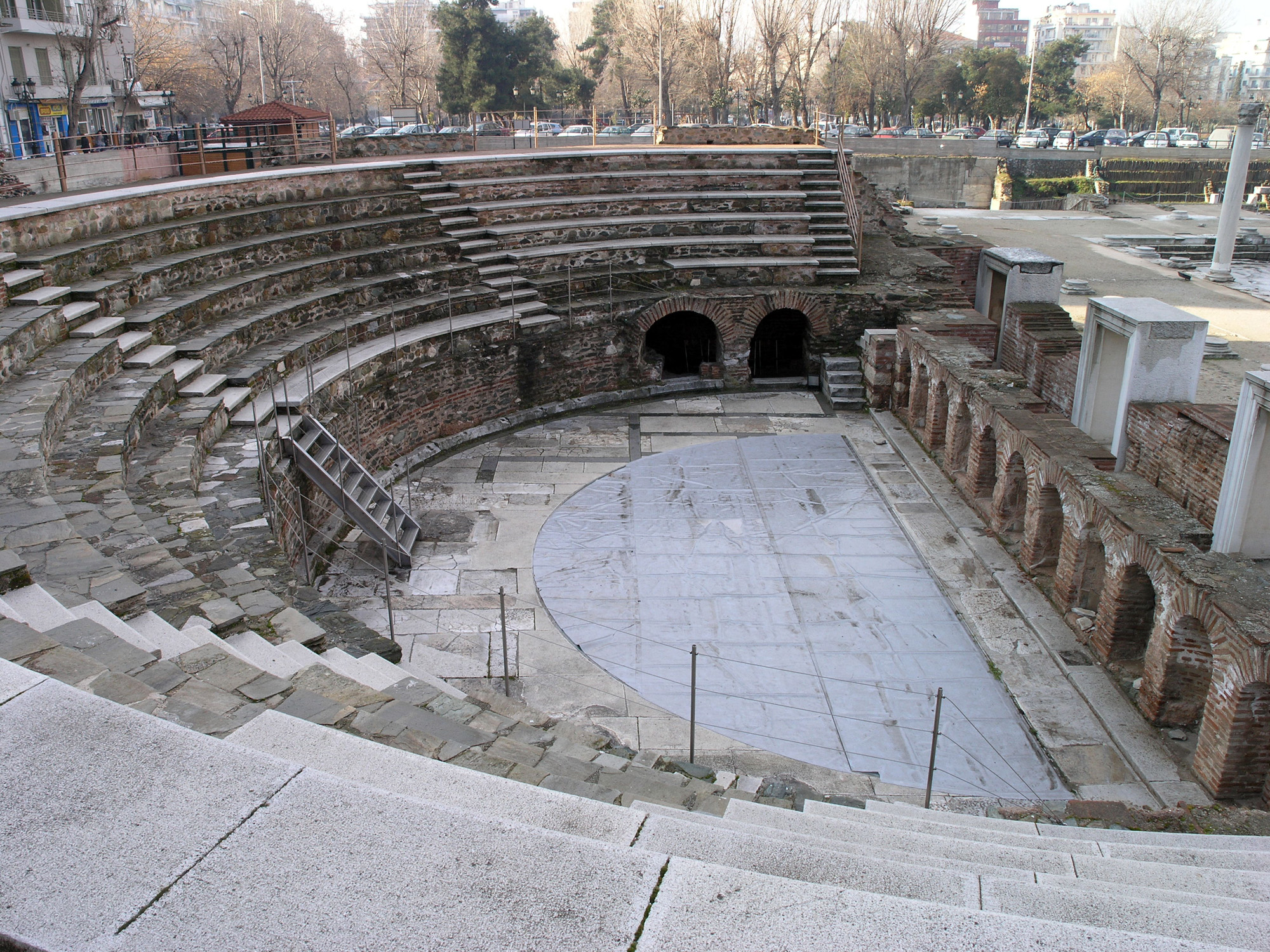
Scavi archeologici a Tessalonica.

La lettera è destinata ai membri di una comunità cristiana fondata pochi mesi prima da Paolo a Tessalonica. La città nel I secolo era la capitale della provincia romana di Macedonia ed era un importante centro di affari commerciali, anche grazie alla sua posizione strategica sulla via Egnazia, che dall'Adriatico arrivava fino alle porte dell'Asia.
L'occasione per la composizione della lettera è un chiarimento di un insegnamento di Paolo ai suoi discepoli sulla parusia (seconda venuta) di Gesù alla fine dei tempi. Paolo aveva affermato che ciò sarebbe accaduto presto, entro la fine della generazione corrente, e i suoi discepoli si erano interrogati sul destino di coloro che erano morti nel frattempo: a questi Paolo spiega che i morti sarebbero risorti per unirsi a Gesù insieme ai vivi.
La lettera si rivolge a una comunità cristiana in buona parte costituita da persone provenienti dal paganesimo: non si fa quindi uso dell'Antico Testamento e l'annuncio si concentra sulla risurrezione di Gesù e sulla liberazione dei credenti. Nella parte centrale Paolo si sofferma, in particolare, sulla natura dell'identità cristiana nei confronti dell'ambiente esterno: essa ha il suo fondamento nella fede, nella carità e nella speranza.

#### Paolo e Tessalonica
Paolo giunse a Tessalonica in compagnia di Sila e Timoteo, dopo i fatti di Filippi. Come sua consuetudine, secondo gli Atti degli Apostoli, cercò la sinagoga e vi predicò per tre sabati con buoni risultati: alcuni Giudei «furono convinti e aderirono a Paolo e a Sila, come anche un buon numero di Greci credenti in Dio e non poche donne della nobiltà» (Atti 17,4).

La comunità ebraica reagì con violenza incitando il popolo ad assaltare la casa di Giasone, che ospitava Paolo e Sila; Giasone venne condotto davanti ai politarchi, magistrati della città, davanti ai quali dovette pagare una cauzione. Temendo il peggio però i fratelli, di notte, fecero andar via Paolo e Sila.

#### Il ruolo di Timoteo
Arrivati a Berea, Paolo e Sila predicarono con successo fino all'arrivo dei Giudei che, avendo sollevato un tumulto, li costrinsero ad andarsene: mentre Sila e Timoteo restavano a prendersi cura della comunità appena nata, Paolo venne scortato da alcuni fratelli fino ad Atene.

In 3,1-2 si ricorda che Timoteo si recò ad Atene a visitare Paolo e a riferirgli notizie sulle chiese fondate di recente. Da Atene Paolo lo rimandò a Tessalonica, non potendovisi recare di persona. Al suo ritorno Timoteo gli portò notizie incoraggianti assieme ad un certo numero di quesiti da risolvere: furono questi che spinsero Paolo a scrivere la prima lettera ai Tessalonicesi.
In seguito Paolo si trasferì a Corinto, dove lo raggiunsero Timoteo e Sila; da lì si suppone sia stata inviata la sua seconda epistola, scritta a chiarimento di alcuni equivoci insorti sulla seconda venuta di Cristo.

## Struttura e contenuto

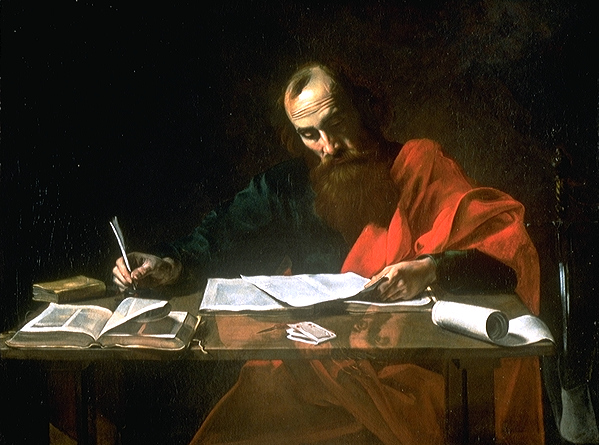
Valentin de Boulogne o Nicolas Tournier, San Paolo che scrive le sue lettere, XVI secolo circa, Blaffer Foundation Collection, Houston.

La lettera, particolarmente interessante per studiare il clima che si respirava nelle chiese delle origini, è organizzata in cinque capitoli e può essere divisa in relazione alle prove che questa ha affrontato e al modo in cui è diventata per molti un modello di fede.

### Missione di Paolo
Il testo descrive quindi il ministero di Paolo a Tessalonica, evidenziando le difficoltà della missione, la coerenza della sua condotta e la disponibilità a fare tutto per i membri di quella chiesa, come una madre o un padre (2,7-12). L'interesse dell'apostolo per le vicende della comunità è costante: per questo è stato inviato Timoteo, che è tornato con buone notizie sulla fede e sulla carità dei tessalonicesi, dalle quali Paolo è confortato.
Nel passo 2,13-16, alcuni come gli esegeti del "Nuovo Grande Commentario Biblico" hanno ravvisato un «forte tono antisemitico [...] Paolo enumera una serie di accuse contro i Giudei: l'uccisione di Gesù e dei profeti, la persecuzione contro Paolo e i suoi collaboratori, la disubbidienza verso Dio, l'inimicizia nei confronti degli uomini, il porre impedimenti al vangelo perché non raggiunga i pagani laddove possa servire alla loro salvezza» e, in merito, precisano come «questo è l'unico passo negli scritti di Paolo dove la responsabilità della morte di Gesù è addossata ai Giudei», ma secondo altri «Paolo sta parlando di opposizione storica, in particolare da parte dei giudei palestinesi e il tutto accade circa vent'anni dopo la morte di Gesù. Le sue annotazioni non danno origine ad atteggiamenti antigiudaici, considerata soprattutto la fierezza che dimostra nel parlare delle sue origini etniche e religiose (Romani 9,1-5, Romani 10,1, Romani 11,1-3, Filippesi 3,4-6)»; altri tentativi di spiegazione da parte dell'esegesi storico-critica sono invece che si tratti di un'interpolazione successiva - ipotesi suffragata dalla mancanza in alcuni testimoni e dall'analisi dello stile di questo brano «che molti studiosi giudicano inautentico» - e «per quanto riguarda le frasi così amare rivolte agli ebrei (vedi vv. 15-16), se è vero che sono state scritte da Paolo e non inserite in un'epoca successiva, vanno lette insieme a Romani9-11».

### Carità e vigilanza
Dopo un invito alla santificazione e alla purezza dei costumi, Paolo esorta quindi i lettori a crescere nella carità («Riguardo all'amore fraterno, non avete bisogno che ve ne scriva; voi stessi infatti avete imparato da Dio ad amarvi gli uni gli altri», 4,9) e a vivere operosamente, così da condurre una vita decorosa di fronte agli estranei.
Il tema centrale è però quella della parusia: Paolo, dopo essersi occupato della sorte dei fedeli morti, invita ad essere vigili nell'attesa del Signore, confortandosi e aiutandosi vicendevolmente.

### Raccomandazioni e saluti finali
La lettera si conclude quindi con una serie di raccomandazioni ed esortazioni che illustrano i temi centrali dell'impegno cristiano per una vita comunitaria fraterna ("esaminate ogni cosa, tenete ciò che è buono", 5,21). Lo scritto termina quindi con le formule di saluto e benedizione.

## Possibili interpolazioni
Lo studioso Burton Mack ha avanzato dubbi sull'autenticità del passo 2,14-16:
Secondo Burton Mack si tratterebbe dell'interpolazione di qualcuno che intendeva dirigere sugli Ebrei l'apocalitticismo di Paolo e, nel fare ciò, li accusa di avere messo a morte Gesù, tanto da meritare la punizione divina. Questa interpolazione potrebbe essere successiva all'anno 70, quando, con la conquista romana di Gerusalemme, venne distrutto il Tempio di Gerusalemme («Ma ormai l'ira è arrivata al colmo sul loro capo»). Udo Schnelle considera invece il passo originale, mentre altri, come Raymond Edward Brown bilanciano le prove a favore e contro l'autenticità.
Un'altra possibile interpolazione potrebbe essere presente nei versetti 5,1-11, che riguardano la parousia, la seconda venuta di Gesù alla fine del mondo che, secondo Schnelle, Paolo in altre parti delle sue opere affermerebbe essere prossima: Gesù sarebbe dovuto tornare prima della morte di tutte le persone vive in quell'epoca, quindi prima della fine della generazione corrente, e il cui ritardo impose successivamente una rielaborazione di tale tematica.  5,1-11 potrebbe essere «un'aggiunta post-paolina che ha molte caratteristiche del linguaggio e della teologia lucani e che serve come una correzione apologetica all'attesa paolina della parousia e quindi riflette già il problema del ritardo della parousia».

## Uso liturgico
Nel rito cattolico brani della lettera vengono letti in alcune domeniche del tempo ordinario e del tempo di avvento.

### Riferimenti
1. ↑   1Tess 5:8-10, su La Parola - La Sacra Bibbia in italiano in Internet.
2. 1 2  Pochi mesi sembrano separare l'evangelizzazione di Tessalonica dalla composizione della lettera, che può essere quindi collocata quasi con certezza intorno al 53, cfr. Giuliano Vigini, Lettere e Apocalisse, 1998. Datazione analoga anche in P. Stefani, La Bibbia, 2004, Giuseppe Pulcinelli, L'apostolo Paolo, 2008.
3. 1 2  Piero Stefani, La Bibbia, Il Mulino, 2004.
4. 1 2  Giuliano Vigini, Lettere e Apocalisse, 1998.
5. 1 2  Giulio Cirignano, Ferdinando Montuschi, La personalità di Paolo, EDB, 1996.
6. 1 2  Giuseppe Pulcinelli, L'apostolo Paolo, Edizioni San Paolo, 2008.
7. ↑   At 18,12, su La Parola - La Sacra Bibbia in italiano in Internet.
8. ↑   At 18,12-18, su La Parola - La Sacra Bibbia in italiano in Internet.
9. 1 2 3  Gerd Theissen, Il Nuovo Testamento, Carocci, 2002.
10. ↑   1Ts 5,27, su La Parola - La Sacra Bibbia in italiano in Internet.
11. ↑   1Ts 2,7-12, su La Parola - La Sacra Bibbia in italiano in Internet.
12. ↑   1Ts 2,13-16, su La Parola - La Sacra Bibbia in italiano in Internet.
13. ↑  Raymond E. Brown, Joseph A. Fitzmyer, Roland E. Murphy, Nuovo Grande Commentario Biblico, Queriniana, 2002, pp. 1010-1014, ISBN 88-399-0054-3.
14. ↑   Rm 9,1-5, su La Parola - La Sacra Bibbia in italiano in Internet.
15. ↑   Rm 10,1, su La Parola - La Sacra Bibbia in italiano in Internet.
16. ↑   Rm 11,1-3, su La Parola - La Sacra Bibbia in italiano in Internet.
17. ↑   Fil 3,4-6, su La Parola - La Sacra Bibbia in italiano in Internet.
18. ↑  Giuliano Vigini, Il Nuovo testamento. Con testo e note di commento a fronte, Paoline, 2000, p. 748
19. ↑  Così gli esegeti dell'interconfessionale Parola del Signore Commentata. (Parola del Signore Commentata, traduzione interconfessionale, Nuovo Testamento, LDC/ABU, 1981, p. 611).
20. ↑   1Ts 4,9, su La Parola - La Sacra Bibbia in italiano in Internet.
21. ↑   1Ts 5,21, su La Parola - La Sacra Bibbia in italiano in Internet.
22. ↑   1Ts 2,14-16, su La Parola - La Sacra Bibbia in italiano in Internet.
23. ↑  Mack, p. 613.
24. 1 2  Schnelle, p. 48.
25. ↑  Brown, p. 463.
26. ↑   1Ts 5,1-11, su La Parola - La Sacra Bibbia in italiano in Internet.
27. ↑  La Bibbia, Edizioni San Paolo, 2009.